# Olabisi Afolabi
Olabisi »Bisi« Afolabi, nigerijska atletinja, * 31. oktober 1975, Ilorin, Nigerija.
Nastopila je na olimpijskih igrah v letih 1996 in 2000, leta 1996 je osvojila srebrno medaljo v štafeti 4×400 m, leta 2000 je bila v isti disciplini četrta. Na igrah Skupnosti narodov je leta 2002 osvojila bronasto medaljo v isti disciplini.